# Supella dimidiata
Supella dimidiata är en kackerlacksart som först beskrevs av Gerstaecker 1869.  Supella dimidiata ingår i släktet Supella och familjen småkackerlackor. Inga underarter finns listade i Catalogue of Life.